# Astragalus egglestonii
Astragalus egglestonii är en ärtväxtart som först beskrevs av Per Axel Rydberg, och fick sitt nu gällande namn av Thomas Henry Kearney och Robert Hibbs Peebles. Astragalus egglestonii ingår i släktet vedlar, och familjen ärtväxter. Inga underarter finns listade i Catalogue of Life.